# 鈴木豊朗
鈴木 豊朗（すずき とよろう、1931年5月6日 - ）は、日本の建築構造・建築工学者。大阪工業大学工学部建築学科元助教授。工学修士。元建築学教室担当。
専門は、建築構造（コンクリート・鋼）・建築工学、建築生産。

## 略歴
大阪工業大学工学部建築学科卒業。1958年同大学工学部建築学科助手、建築学教室担当。その後、講師を経て（工学修士）、1992年同学科助教授。1995年大阪工業大学退官。
大阪工業大学工学部建築学科にて35年以上の長きに渡り教鞭を執り、建築構造・建築生産の研究育成に貢献した。
主な所属学会は、日本建築学会、日本コンクリート工学協会、鋼橋技術研究会など。

## 主な研究
- 亀裂増加とその原因についての考察：建築構造[2] - 瀧本義一・松原光彦との共同研究
- 鋼構造柱脚の定着効果に関する研究 : その2. 鋼板とモルタル面間の滑りについてII報 - 鷲尾健三との共同研究
- 鋼構造柱脚部の接合形式が門型ラーメン構造の力学的性状に及ぼす影響[3]- 清水建設との共同研究
- スプリットティーを用いた露出型鋼柱脚部の実験的研究 - 大和ハウス工業との共同研究
- 現場打ちコンクリート強度のバラツキの実態：建築生産[4]